# Чемпионат мира по фигурному катанию 1896
Чемпионат мира по фигурному катанию 1896 года (англ. 1896 World Figure Skating Championships) — международный турнир, организованный Международным союзом конькобежцев в 1896 году. Был первым чемпионатом мира по фигурному катанию. Спортсмены соревновались только в мужском одиночном катании. Проходил в Юсуповском саду Санкт-Петербурга.

## История
В 1895 году на конгрессе Международного союза конькобежцев был утвержден первый комитет по фигурному катанию на коньках, состоящий из 5 человек. Ему было поручено подготовить и представить к следующему конгрессу в 1897 г. правила фигурного катания. Конгресс также утвердил проведение первого чемпионата мира по фигурному катанию на коньках для мужчин по ещё не опубликованным правилам. Открытие этого международного турнира состоялось 28 января (9 февраля) 1896 года.
На чемпионате участвовали четверо спортсменов мужчин (женщины на чемпионатах мира появились лишь в 1902 году (Медж Сайерс, выступавшая в мужском разряде) — двукратный серебряный призёр чемпионатов Европы (Вена и Будапешт) австриец Густав Хюгель, бронзовый призёр чемпионата Европы (Будапешт) немец Гильберт Фукс, русские Георгий Сандерс и Николай Подусков.
«28 января в 2 часа дня, при многочисленном скоплении публики, состоялось соревнование на обязательные, специальные и произвольные фигуры, в исполнении всего четырёх человек: Николай Подусков (СПб, Юсупов сад), Георгий Сандерс (СПб ОЛБК), Гильберт Фукс (Мюнхенский клуб конькобежцев, Германия) и Густав Хюгель (Венский клуб конькобежцев, Австрия)».

## Судьи
- Александр Ивашенцов  Россия
- К. Корпер фон Мариенверт  Австрия
- Г. Куртен  Великое княжество Финляндское
- Георг Хелфрич  Германия
- П. Е. Вольф  Россия

## Результаты
Русские спортсмены неудачно выступили в обязательном катании («школе») и в произвольном катании. Но при исполнении специальных фигур отличился Георгий Сандерс, занявший первое место в этом разделе катания. Безукоризненно исполненные им элементы «крест с полумесяцем», «лира», «цветы» и «змейка» оказались самыми сложными и красивыми фигурами на чемпионате.
| Место | Имя              | Страна   | Обязательные фигуры | Произвольное катание | Специальные фигуры | Сумма баллов | Сумма мест |
| ----- | ---------------- | -------- | ------------------- | -------------------- | ------------------ | ------------ | ---------- |
| 1     | Гилберт Фукс     | Германия | 1                   | 1                    | 3                  | 305,3/5      |            |
| 2     | Густав Хюгель    | Австрия  | 2                   | 2                    | 2                  | 278,1/5      |            |
| 3     | Георгий Сандерс  | Россия   | 3                   | 3                    | 1                  |              |            |
| 4     | Николай Подусков | Россия   | 4                   | 4                    | 4                  |              |            |